# Investiture du président de la République française
L'investiture du président de la République française est une cérémonie officielle marquant le début du mandat d'un nouveau président de la République après son élection présidentielle.
La Constitution de la Ve République ne mentionne aucune règle établie concernant le déroulement de l'investiture. Cependant, avec les années, des traditions diverses et variées sont apparues, ce qui a fait de l'investiture plus seulement une simple passation de pouvoir mais un événement durant une journée entière et incluant des parades, des discours, des hommages civils et militaires, et des fêtes, en général. Contrairement à de nombreux autres pays, elle ne comporte aucune prestation de serment.
Le terme d'« investiture » désigne donc non seulement la passation de pouvoir entre le président sortant et le président élu, mais aussi l'ensemble des dispositifs traditionnels et protocolaires, civils et militaires, qu'elle induit. Dans le cas d'une réélection, la journée conserve la même dénomination (on parle toujours d'« investiture »).

## Date
Dans le cas d'un changement de titulaire, la date de la passation de pouvoirs est fixée d'un commun accord entre le Président sortant et le Président nouvellement proclamé dans le délai séparant la proclamation du Président élu et l'expiration du mandat en cours. Dans le cas d'une réélection (1965, 1988, 2002, 2022), le second mandat commence jour pour jour à l’expiration du précédent mandat, la cérémonie peut se tenir avant le second mandat (voir les dates dans le tableau ci dessous).

## Passation des pouvoirs et cérémonie d'investiture
Sous la IIIe République et la IVe République, la cérémonie d'investiture se tenait traditionnellement dans le salon Marengo au château de Versailles, ou dans le salon des Ambassadeurs du palais de l'Élysée, siège de la présidence.
Sous la Ve République, la cérémonie d'investiture se tient désormais dans la salle des Fêtes de l'Élysée.

### Passation des pouvoirs
Le jour de l'investiture, le président de la République élu se rend au palais de l'Élysée, généralement en voiture (à pied pour Valéry Giscard d'Estaing) en fin de matinée. Un détachement de la Garde républicaine en moto fait escorte au cortège officiel des voitures jusqu'aux grilles de l'Élysée. Le président entre par le porche dans la cour d'honneur où est déployé un tapis rouge de soixante mètres de long. Il passe en revue un détachement de la Garde républicaine, avant d'être accueilli sur le perron par son prédécesseur.
Les deux hommes ont ensuite un entretien en tête à tête dans l'un des salons de l'Élysée, ce qui permet la passation des pouvoirs, entre autres la communication de certains secrets d'État, de dossiers sensibles et la transmission symbolique des codes d'accès de la frappe nucléaire, prérogative exclusive de la présidence de la République.
Le nouveau chef de l'État raccompagne ensuite le président sortant jusqu'à la cour d'honneur (jusqu'en 1974, le président sortant assistait à l'ensemble de la cérémonie) où il quitte définitivement l'Élysée, avec les honneurs de la Garde républicaine. Cette partie de l'investiture n'a pas lieu lors de la réélection du président sortant.

### Cérémonie d'investiture
Le président élu revient ensuite dans le salon qui va accueillir la cérémonie d'investiture à proprement parler, en étant accompagné par le Premier ministre et les présidents en exercice des deux chambres du Parlement, tandis que l'orchestre de chambre de la Garde républicaine joue une marche solennelle choisie par le nouvel élu. L'investiture officielle n'a lieu que lorsque le président du Conseil constitutionnel proclame les résultats officiels de l'élection présidentielle. C'est cette intervention qui opère le transfert de pouvoirs et marque l'heure précise du début du nouveau mandat. Le nouveau chef de l'État signe ensuite le procès-verbal d'investiture. Le grand chancelier de la Légion d'honneur effectue la remise des insignes : il épingle à la boutonnière du président la rosette de la Grand-croix et lui présente le grand collier de Grand maître de l'ordre de la Légion d'honneur (composé de seize anneaux en or massif) posé sur un coussin de velours rouge, en prononçant la formule rituelle : 

« Monsieur le président de la République, nous vous reconnaissons comme grand maître de l'ordre national de la Légion d'honneur. »

À une seule occasion, en 1981, le nouveau président n'a pu recevoir cet insigne des mains du grand chancelier (le titulaire, le général Alain de Boissieu, gendre du général de Gaulle, avait en effet décidé de démissionner quelques jours auparavant plutôt que de participer à cette cérémonie, François Mitterrand ayant, par le passé, qualifié l'exercice politique de De Gaulle de « dictature ») et François Mitterrand fut alors reconnu grand maître par le doyen des grand-croix, le général André Biard. Le président de la République prononce ensuite son allocution d'investiture, puis les personnalités invitées (corps constitués, doyen du corps diplomatique, invités personnels) lui sont présentées une à une par le chef du protocole.

## Honneurs militaires
Une fois la cérémonie terminée, le président se rend sur la terrasse du parc de l'Élysée, en compagnie toujours du Premier ministre et des présidents des deux chambres, pour recevoir les honneurs militaires et rendre lui-même hommage au drapeau français pendant que La Marseillaise est jouée. Le nouveau président passe ensuite en revue les troupes stationnées, dans l'ordre la Garde républicaine, l'armée de terre, de mer et de l'air.
Simultanément, 21 coups de canon sont tirés sur la place des Invalides par la batterie d'honneur de l'artillerie pour saluer l'investiture du nouveau président (la salve peut débuter soit après la lecture de la proclamation des résultats, soit pendant les honneurs militaires). Cette tradition remonte aux 101 coups qui étaient tirés sous l'Ancien Régime lors de l'inhumation du roi défunt et l'avènement de son successeur. Le nombre fut ramené à 21 par Charles de Gaulle en 1959.
Les pièces d'artillerie utilisées sont deux canons de 75 mm modèle 1897. Les douilles à blanc sont de fabrication américaine (C025 cartridge 75 mm blank M337A2, conditionnés dans des étuis cylindriques en carton rigide) car une seule usine au monde continue de fabriquer ces munitions pour les canons de 75 mm toujours utilisés pour les cérémonies dans les régiments d'artillerie de l'US Army. Les tirs à blanc sont effectués à un rythme d'un coup toutes les dix secondes, ce qui permet à la cérémonie de tirs de salut de ne durer que trois minutes.

## Événements hors de l'Élysée

### Hommages
Après les honneurs militaires, le président se rend à l'Arc de Triomphe de l'Étoile, remontant les Champs-Élysées escorté par le régiment de cavalerie de la Garde républicaine et sa fanfare, pour y déposer une gerbe sur la tombe du Soldat inconnu.
Plusieurs présidents ont également tenu à adapter ces cérémonies par des hommages plus particuliers. Ainsi, en 1947, Vincent Auriol s'est rendu au Mont Valérien pour y honorer la mémoire des morts de la Résistance durant la Seconde Guerre mondiale. François Mitterrand quant à lui se rend à pied, accompagné par une foule immense, jusqu'au parvis du Panthéon pour déposer une rose et se recueillir sur les tombes de Victor Schœlcher, de Jean Jaurès et de Jean Moulin. Suivi dans le bâtiment uniquement par quelques caméras et par l'air de la Symphonie no 9 de Beethoven, les images, dirigées par le réalisateur Serge Moati, sont diffusées en direct à la télévision. Nicolas Sarkozy quant à lui a déposé des gerbes sous les statues de Georges Clemenceau et Charles de Gaulle sur les Champs-Élysées, avant de se rendre au Monument aux 35 fusillés de la cascade du bois de Boulogne où la lettre de Guy Môquet a été lue par une lycéenne et le Chant des partisans joué par la Garde républicaine. En 2012, François Hollande rend hommage successivement à Jules Ferry et à Marie Curie.
Après un déjeuner restreint à quelques invités et des premières réunions dans l'après-midi, notamment avec le chef d'état-major des armées, le président quitte l'Élysée pour se rendre à la mairie de Paris.

### Visite à l'hôtel de ville de Paris
Tradition républicaine, le nouveau président se rend à l'hôtel de ville de Paris pour y rencontrer notamment le maire, son équipe municipale, et d'autres personnalités de la société civile ou politique. Il y signe le parchemin de la ville qui attestera de son passage.
- Réception à l'hôtel de ville de Paris
 lors de l'investiture du président de la République
- Parchemins exposés à l'hôtel de ville, signés par les présidents François Mitterrand (21 mai 1981) et Jacques Chirac (24 mai 1995).
- Réception à l'hôtel de ville le 18 février 1913[10] pour la passation des pouvoirs entre Armand Fallières et Raymond Poincaré. De g. à d. : Fallières, Poincaré, Deschanel ; derrière : Loubet et Briand[11].

### Voitures présidentielles utilisées lors de ces événements
Raymond Poincaré est le premier président à utiliser une vraie voiture officielle en 1913 (un coupé Panhard Levassor), reléguant de fait les véhicules hippomobiles au musée. Le 13 juin 1924, jour de son investiture, Gaston Doumergue parade à bord d'une Renault 40CV.
Les principales voitures utilisées sont : 
- Renault 40CV, Renault Reinastella puis Renault Suprastella qui ont servi entre 1924 et 1950 ;
- Talbot Lago T26L 1950, utilisée par René Coty en 1954 ;
- Citroën Traction carrossée par Henri Chapron en 1955, utilisée par Charles de Gaulle et Georges Pompidou ;
- Citroën SM Présidentielle d'apparat, utilisée par Valéry Giscard d'Estaing en 1974 (qui a toutefois réalisé une partie du parcours à pied), François Mitterrand en 1981 et Jacques Chirac en 1995. Ce cabriolet d'apparat qui, pour la première fois, n'est pas noir mais bleu, est long de 5,6 m pour un poids d'1,78 tonne. Il a été commandé en 1971 à Henri Chapron par le président Pompidou.
- Peugeot 607 Paladine, par Nicolas Sarkozy en 2007 ; ce concept car carrossé en landaulet a été réalisé en 2000 pour Peugeot par Heuliez[13]. Dotée d'un toit dur rétractable électriquement, découvrant toute la partie arrière, elle avait été exceptionnellement prêtée à cette occasion à la présidence de la République par Peugeot.
- Citroën DS5 Hybrid4 par François Hollande en 2012 ; voiture spécialement conçue pour l'occasion avec un toit ouvrant[14].
- Véhicule léger de reconnaissance et d'appui, un véhicule militaire, par Emmanuel Macron en 2017 pour sa remontée des Champs-Élysées[15]. Puis il redescend les Champs-Élysées dans une DS 7 Crossback[16], à toit ouvrant. Il choisit également le Renault Espace V pour son arrivée à l'Élysée[13] et sur le trajet de retour de l'hôtel de ville de Paris à l'Élysée[17].

## Tenue
À l'origine, les présidents portaient le jour de leur investiture une queue-de-pie et ceignaient le grand collier de la Légion d'honneur. Cette tenue servait d'ailleurs pour la photographie officielle jusqu'à Georges Pompidou. C'est à partir de l'investiture de Valéry Giscard d'Estaing en 1974 que la « tenue de ville » remplace l'habit et que les présidents ne revêtent plus le grand collier de la Légion d'honneur mais se le font présenter sur un coussin par le grand chancelier de l'ordre.

## Liste des cérémonies d'investitures
| Rép. | Président                | Date                                                                                  | Lieu                              | Remarques particulières |
| ---- | ------------------------ | ------------------------------------------------------------------------------------- | --------------------------------- | --- |
| IIe  | Louis Napoléon Bonaparte | 20 décembre 1848                                                                      | Palais Bourbon, salle des séances | Prestation de serment du président de la République devant l'Assemblée nationale constituante.                                                                                  |
| IIIe | Adolphe Thiers           | 31 août 1871                                                                          | n/a                               | Pas de cérémonie d'investiture marquant le début du mandat (31 août 1871). |
| IIIe | Patrice de Mac Mahon     | 24 mai 1875                                                                           | n/a                               | Pas de cérémonie d'investiture marquant le début du mandat (24 mai 1873). |
| IIIe | Jules Grévy              | 30 janvier 1879                                                                       | Versailles, salon Marengo         | |
| IIIe | Jules Grévy              | 28 décembre 1885                                                                      | n/a                               | Pas de cérémonie d'investiture marquant le début du mandat (30 janvier 1886).                                                                                                   |
| IIIe | Sadi Carnot              | 3 décembre 1887                                                                       | Versailles, salon Marengo         | |
| IIIe | Jean Casimir-Perier      | 27 juin 1894                                                                          | Versailles, salon Marengo         | Remise du grand collier de la Légion d'honneur au Palais Bourbon le 28 juin 1894.                                                                                               |
| IIIe | Félix Faure              | 17 janvier 1895                                                                       | Versailles, salon Marengo         | |
| IIIe | Émile Loubet             | 18 février 1899                                                                       | Versailles, salon Marengo         | |
| IIIe | Armand Fallières         | 18 février 1906                                                                       | Élysée, salon des Ambassadeurs    | Première cérémonie d'investiture avec passation des pouvoirs. |
| IIIe | Raymond Poincaré         | 18 février 1913                                                                       | Élysée, salon des Ambassadeurs    | Première réception à l'hôtel de ville de Paris. |
| IIIe | Paul Deschanel           | 18 février 1920                                                                       | Élysée, salon des Ambassadeurs    | |
| IIIe | Alexandre Millerand      | 23 septembre 1920                                                                     | Versailles, salon Marengo         | |
| IIIe | Gaston Doumergue         | 13 juin 1924                                                                          | Versailles, salon Marengo         | Première utilisation d'une automobile pour la parade d'investiture. |
| IIIe | Paul Doumer              | 13 juin 1931                                                                          | Élysée, salon des Ambassadeurs    | |
| IIIe | Albert Lebrun            | 10 mai 1932                                                                           | Versailles, salon Marengo         | |
| IIIe | Albert Lebrun            | 5 avril 1939                                                                          | n/a                               | Pas de cérémonie d'investiture marquant le début du mandat (10 mai 1939). Remise du grand collier de la Légion d'honneur en privé à l'Élysée le 10 mai 1939.                    |
| IVe  | Vincent Auriol           | 16 janvier 1947                                                                       | Versailles, salon Marengo         | Remise du grand collier de la Légion d'honneur à l'Élysée. Hommage aux Résistants au mont Valérien.                                                                             |
| IVe  | René Coty                | 16 janvier 1954                                                                       | Élysée, salon des Ambassadeurs    | Première utilisation du grand collier de la Légion d'honneur réalisé en 1953.                                                                                                   |
| Ve   | Charles de Gaulle        | 8 janvier 1959                                                                        | Élysée, salle des Fêtes           | |
| Ve   | Charles de Gaulle        | 8 janvier 1966                                                                        | Élysée, salle des Fêtes           | |
| Ve   | Georges Pompidou         | 20 juin 1969                                                                          | Élysée, salle des Fêtes           | |
| Ve   | Valéry Giscard d'Estaing | 27 mai 1974 (le mandat a débuté dès le 24 mai, mettant fin à l'intérim d'Alain Poher) | Élysée, salle des Fêtes           | Première cérémonie d'investiture en tenue de ville et sans porter le grand collier de la Légion d'honneur.                                                                      |
| Ve   | François Mitterrand      | 21 mai 1981                                                                           | Élysée, salle des Fêtes           | Hommages sur les tombes de Victor Schœlcher, Jean Jaurès et Jean Moulin au Panthéon.                                                                                            |
| Ve   | François Mitterrand      | 21 mai 1988 (le 2d mandat débute le même jour)                                        | Élysée, salle des Fêtes           | |
| Ve   | Jacques Chirac           | 17 mai 1995                                                                           | Élysée, salle des Fêtes           | Hommage sur la tombe de Charles de Gaulle à Colombey-les-Deux-Églises le 17 mai 1995, mais avant la cérémonie d'investiture. Visite à l'hôtel de ville de Paris le 24 mai 1995. |
| Ve   | Jacques Chirac           | 16 mai 2002 (pour un 2d mandat débutant le 17 mai)                                    | Élysée, salle des Fêtes           | |
| Ve   | Nicolas Sarkozy          | 16 mai 2007                                                                           | Élysée, salle des Fêtes           | Hommages devant les statues de Georges Clemenceau et Charles de Gaulle sur les Champs-Élysées, puis hommage devant le monument des Fusillés de la cascade du bois de Boulogne.  |
| Ve   | François Hollande        | 15 mai 2012                                                                           | Élysée, salle des Fêtes           | Hommages à Jules Ferry et Marie Curie. |
| Ve   | Emmanuel Macron          | 14 mai 2017                                                                           | Élysée, salle des Fêtes           | Déplacement à l'hôpital Percy, au chevet de soldats blessés en opération extérieure.                                                                                            |
| Ve   | Emmanuel Macron          | 7 mai 2022 (pour un 2d mandat débutant le 14 mai)                                     | Élysée, salle des Fêtes           | Pas de remontée des Champs-Élysées ni de cérémonie à l'extérieur de l'Élysée.                                                                                                   |